# Wetzsteinschleiferei

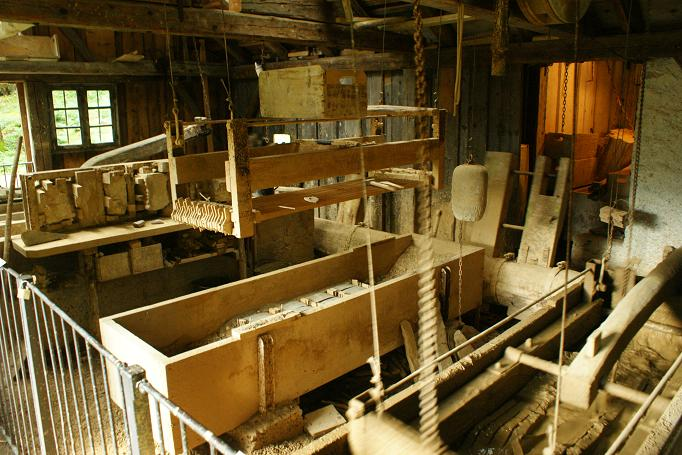
Wetzsteinmühle im Freilichtmuseum Glentleiten.

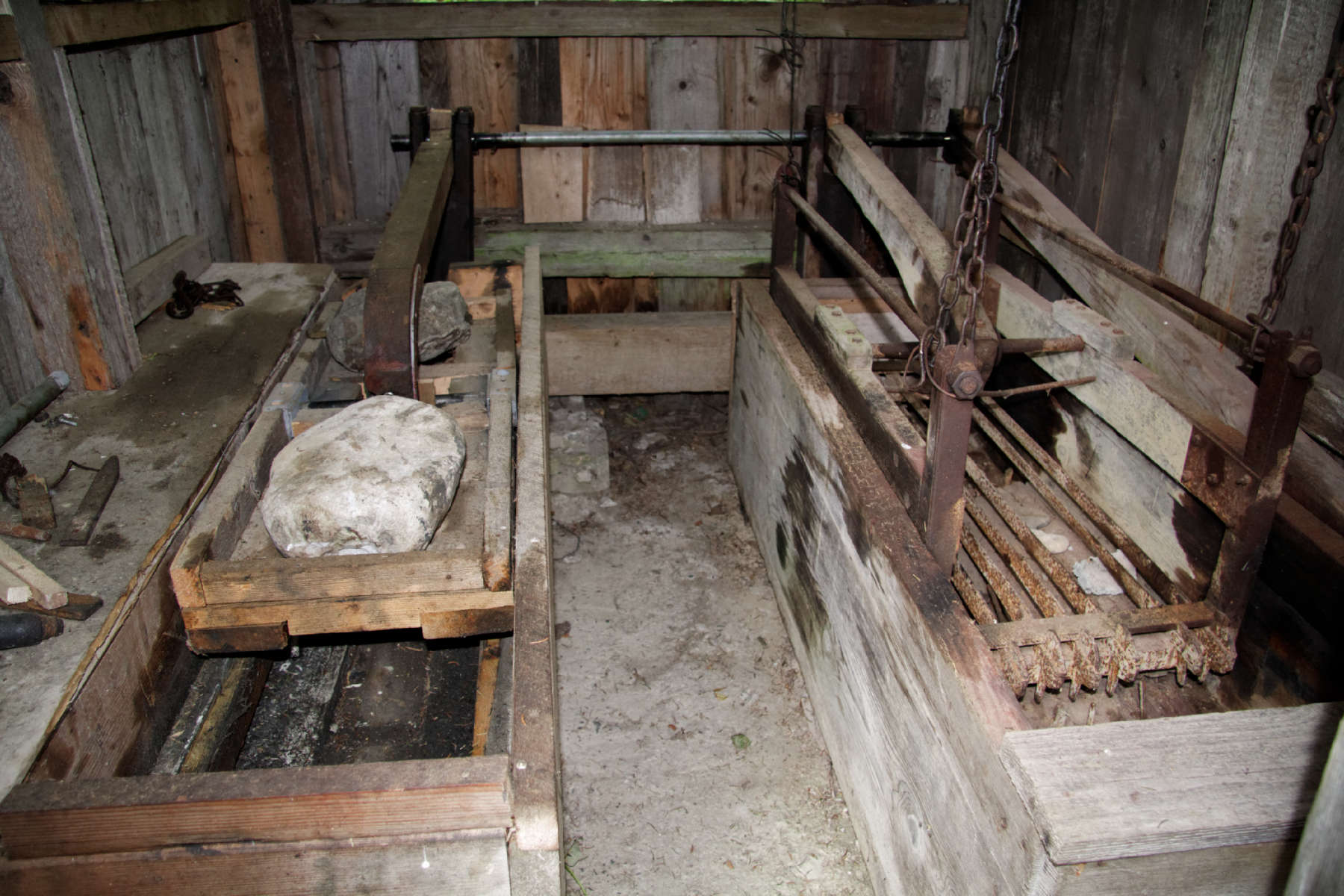
Modell einer Wetzsteinmühle an der Schleifmühlenlaine, Unterammergau.

Eine Wetzsteinschleiferei (auch: Wetzsteinschleife, Wetzsteinmühle oder Schleifmühle) ist eine Produktionsstätte für die Herstellung von Wetzsteinen aus Rohmaterial wie z. B. Sandstein (siehe z. B.: Deistersandstein oder Schwarzachtobler Sandstein).

## Name

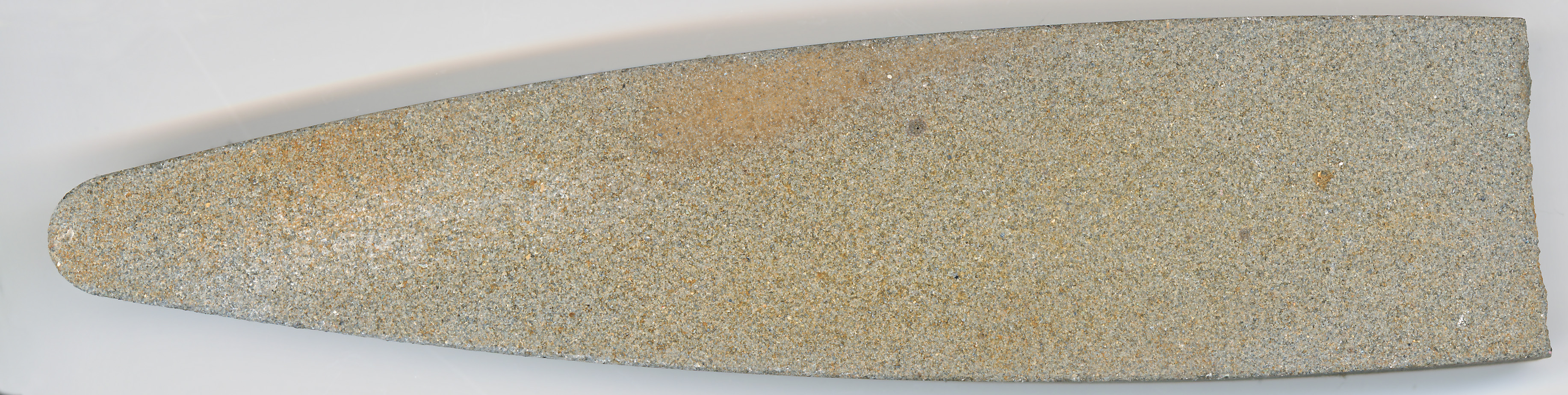
Geschliffener Wetzstein

Wetzstein ist der Name sehr vieler geographischer Objekte, an oder bei denen Wetzsteine als Rohmaterial gewonnen wurden, die in ihrer Gestalt an einen Wetzstein erinnerten Menhir und von Orten, die solchen Produktionsstätten nahe lagen oder in denen solche Produktionsstätten oder Schleifereien / Mühlen lagen.

## Geschichte

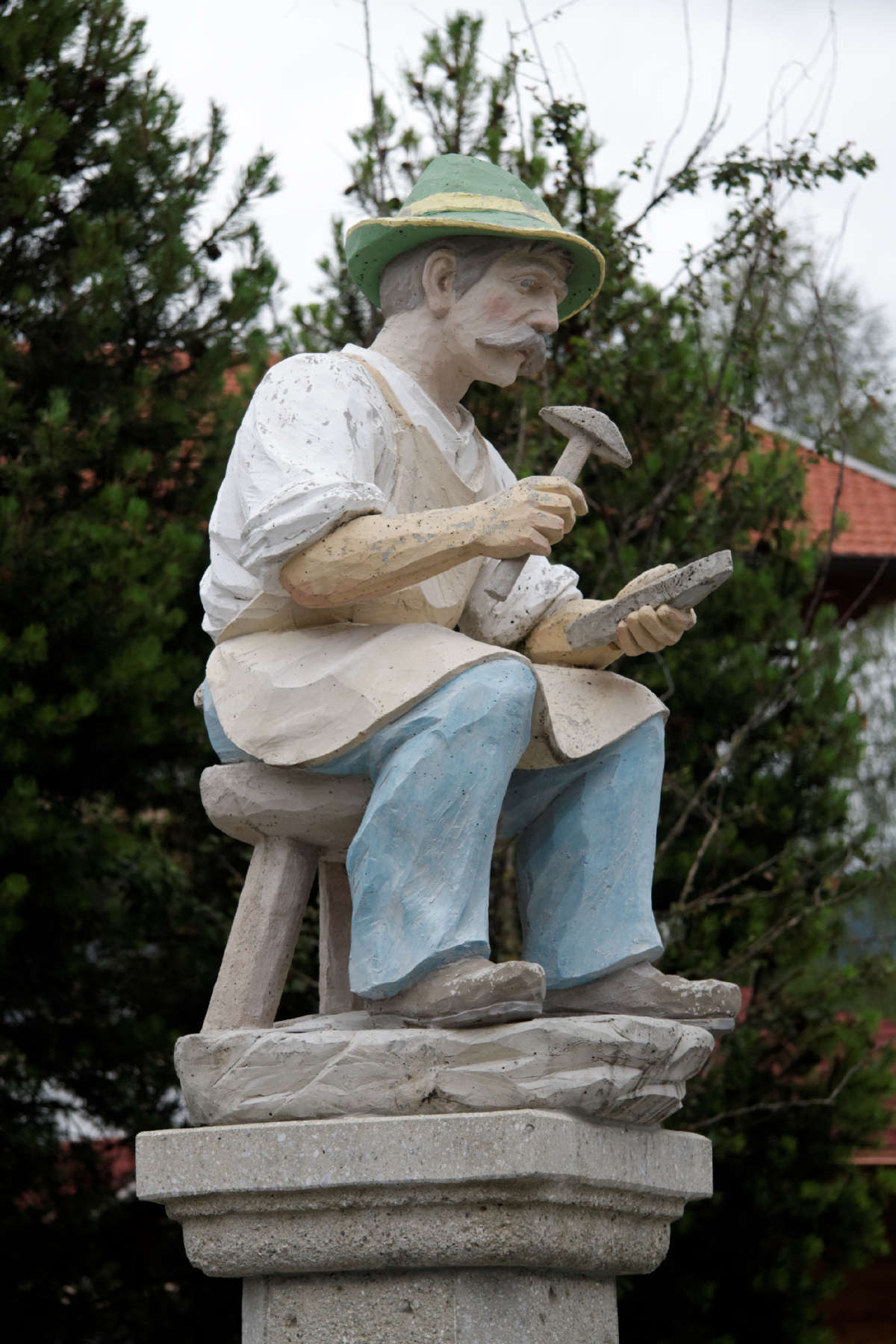
Wetzsteinmacherfigur am Dorfbrunnen am Dorfplatz in Unterammergau

Wetzsteine sind seit vorgeschichtlicherer Zeit bekannte Arbeitsgeräte (im Fundinventar des Großsteingrab Drosa, in Fundstellen von Montoume und von Nouaillas bei Vayres aus der Jungsteinzeit, im Grabhügel von Leubingen aus der Bronzezeit, in der Megalithanlage Ses Roques Llises auf der spanischen Baleareninsel Menorca). Das Schleifen der Wetzsteine diente zur Verbesserung der Gebrauchseigenschaften und wurde erst im Spätmittelalter gebräuchlich.
Bei der Wetzsteinschleiferei werden geeignete feinkristalline Natursteine verarbeitet, die in der Regel in bergmännischen Verfahren gewonnen wurden.
Die Wetzsteine wurden seit dem Spätmittelalter aus manuell vorbereiteten Rohlingen in Handarbeit an hochtourig laufenden kleinen Schleifmühlsteinen hergestellt, diese Weiterverabeitungszentren lagen stets in der Nähe der Fund- bzw. Abbauorte an einem Flusslauf. Bekannt ist das um 1800 entstandene Ölbild von Johann Georg von Dillis (1759–1841) über die Wetzsteinmühle bei Ohlstadt.
Im 19. Jahrhundert spezialisierten sich die Steinacher Wetzsteinmacher auf die Herstellung von Abziehsteinen von Rasiermessern und Handwerkerbedarf.
Ab dem 19. Jahrhundert erfolgte die Wetzsteinschleiferei in industrialisiertem Umfang, siehe als Beispiel die Wetzsteinerzeugung im Schwarzachtobel.

### Schauanlagen
1. Wetzsteinschleiferei in Schwangau
2. Wetzsteinmacherei in Unterammergau
3. Freilichtmuseum Glentleiten